# Der gestiefelte Kater oder Wie man das Spiel spielt
Der gestiefelte Kater oder Wie man das Spiel spielt ist eine Komödie von Tankred Dorst nach Ludwig Tiecks Der gestiefelte Kater, die am 18. Dezember 1964 unter der Regie von Hans Lietzau im Deutschen Schauspielhaus Hamburg uraufgeführt wurde. Im Anschluss an die Neufassung anno 1978 erinnert sich der Autor knapp über die Inszenierungsgeschichte; hebt zum Beispiel die Schwierigkeiten bei der Inszenierung seines Erstlings damals um 1960 am Lübecker Theater hervor.

## Überblick
Eigentlich wird Grimms Kindermärchen „Der gestiefelte Kater“ lediglich nachgespielt. Alle relevanten Ereignisse in jenem aus Kindertagen bestens bekanntem Königreich sind in ihrer Abfolge – bis auf unwesentliche Kleinigkeiten – leicht wiedererkennbar. Drei der kleinen Abweichungen: Der König isst die Kaninchen so gern und der große Zauberer heißt Popanz. Dieser zwergenwüchsige, hässliche Bösewicht wird vom Kater Hinze diesmal als Ratte verzehrt.
Im Untertitel ist eine bemerkenswerte Besonderheit versteckt. Die Zuschauer – sämtlich zahlende Bürger ohne Rückgrat – spielen mit. Ihr Missfallen, ihre unverhohlene Empörung nötigen den Dichter und einen von ihm bestellten Besänftiger vor die Rampe. Beide können die Wogen mit Mühe und Not glätten. Manchmal schlägt die Ablehnung des verehrten Publikums darauf in Applaus um.
Zwei Herren bei Hofe bekommen von Dorst eine Doppelrolle verordnet. Der neunmalkluge Hofgelehrte spielt noch den Dramaturgen Dr. Schulze-Reimpell und der Hans Wurst den Theaterkritiker Bratfisch. Letzterer und Hinze sind die einzigen Figuren mit Rückgrat. Beide profilieren sich als Gesellschaftskritiker des aktuellen Königreichs: Der König ist ein Trottel, seine Minister sind lauter Nullen und die Prinzessin ist eine dumme Gans. Das Königreich verrottet. Der König müsste abgeschafft werden.
Beispiele für den locker-leichten Ton: Als Hinze seinen Herren, den Bauernburschen Gottlieb, für den Herrn Grafen Carabas ausgibt und nackt in den Teich springen lässt, hilft der König mit Bekleidung aus und kommentiert: „Das ist der Graf, ich kenne ihn an meinen Kleidern.“ Und die Prinzessin – bisher stets abweisend gegen hochadelige Freier – geht endlich in die Offensive; fragt bei Gottlieb nach: „...wollen Sie mich nicht vielleicht einmal küssen?“ Klamauk sorgt für Stimmung. Herr Bratfisch wird während der Aufführung vom verunsicherten Publikum scharf beobachtet. Als er in einer mehrdeutigen Passage den Mund verzieht, stellt sich heraus, er hat Zahnschmerzen. Und der orientalische Prinz spricht eine eigenwillige Spiegelsprache. Dorst hat jedes Wort einfach invertiert. Aber nachdem der Orientale von der anfangs schnippischen Prinzessin abgewiesen wurde, spricht er auf einmal richtig herum: „Leck mich am Arsch.“ Der darob leicht verstörte König meint für den Moment, er habe unverhofft Zugang zu jener schwer verständlichen Spiegelsprache gefunden.

## Adaptionen
- 15. Mai 1975: Der gestiefelte Kater oder Wie man das Spiel spielt. Komische Oper in zwei Akten. Musik: Günter Bialas, Libretto: Tankred Dorst, Regie: Günther Rennert. Ensemble der Hamburger Staatsoper auf den Schwetzinger Festspielen.[8][9]

### Verwendete Ausgabe
- Der Kater oder Wie man das Spiel spielt (nach Ludwig Tieck). S. 7–70 in Tankred Dorst. Frühe Stücke. Werkausgabe 3 (Inhalt: Der Kater oder Wie man das Spiel spielt. Gesellschaft im Herbst. Die Kurve. Große Schmährede an der Stadtmauer. Rameaus Neffe. Die Mohrin. Der Richter von London)  Suhrkamp Verlag 1986 (1. Aufl.), ISBN 3-518-03009-4, 404 Seiten. Zwischen den Seiten 26–69 sind Bühnenfotos der Hamburger Uraufführung (Fotografin: Rosemarie Clausen) und einer Berliner Aufführung anno 1978 (Regie: Jaroslav Chundela) in der Deutschen Staatsoper (Fotografin: Hella Köppel) enthalten.

### Sekundärliteratur
- Heinz Ludwig Arnold (Hrsg.): text + kritik Heft 145: Tankred Dorst. Richard Boorberg Verlag, München im Januar 2000, ISBN 3-88377-626-2